# Smicridea peruana
Smicridea peruana är en nattsländeart som först beskrevs av Martynov 1912.  Smicridea peruana ingår i släktet Smicridea och familjen ryssjenattsländor. Inga underarter finns listade i Catalogue of Life.